# Sociedad Estadounidense de Oncología Clínica
La Sociedad Estadounidense de Oncología Clínica — conocida en inglés como «American Society of Clinical Oncology» o por sus siglas ASCO— es una organización profesional que representa a médicos pertenecientes a todas las especialidades de oncología con pacientes con cáncer. Fue fundada en 1964 por los doctores Fred Ansfield, Harry Bisel, Herman Freckman, Arnoldus Goudsmit, Robert Talley, William Wilson, and Jane Wright. Sus más de treinta mil miembros en los Estados Unidos y otros países establecen los baremos para el tratatamiento del cáncer a escala global y encabezan los esfuerzos para desarrollar tratamientos más efectivos, conseguir más financiación para la investigación clínica y translacional y hallar curas para todos los diferentes tipos de cáncer, que afectan a unos diez millones de personas en todo el mundo cada año.